# Falcophantis acuminatus
Falcophantis acuminatus är en insektsart som beskrevs av Fletcher 1988. Falcophantis acuminatus ingår i släktet Falcophantis och familjen Flatidae. Inga underarter finns listade i Catalogue of Life.